# Gertrud Herrbruck
Gertrud Herrbruck   (Pirmasens, 27 de juliol de 1926 - Pirmasens, 7 de juny de 2021) va ser una nedadora alemanya, especialista en esquena, que va competir durant les dècades de 1940 i 1950.
El 1950 va guanyar la medalla de plata en els 100 metres esquena del Campionat d'Europa de natació que es va disputar a Viena. Dos anys més tard va prendre part en els Jocs Olímpics d'Estiu de Hèlsinki, on fou sisena en la prova dels 100 metres esquena del programa de natació. A banda, guanyà vuit campionats nacionals: quatre dels 100 metres esquena (1947, 1949, 1950 i 1951), un dels 200 esquena (1949), un dels 100 metres lliures (1949) i dos dels 400 metres lliures (1949 i 1950).